# Nyköpings Alla Helgona församling
Nyköpings Alla Helgona församling var en församling i Nyköpings kontrakt i Strängnäs stift. Församlingen låg i Nyköpings kommun i Södermanlands län och utgjorde ett eget pastorat. Församlingen uppgick 2014 i Nyköpings församling.

## Administrativ historik
Församlingen bildades 1989 genom sammanslagning av Nyköpings östra församling med (Alla) Helgona församling. 2002 införlivades även Svärta församling och fick då namnet Nyköpings Alla Helgona församling med Svärta församling som 2005 återfick namnet Nyköpings Alla Helgona församling. Församlingen var mellan 1989 och 2002 moderförsamling i ett pastorat med Svärta församling för att därefter till 2014 utgöra ett eget pastorat. Församlingen uppgick 2014 i Nyköpings församling.

## Kyrkor
- Alla Helgona kyrka
- Svärta kyrka